# ATG4D
ATG4D (англ. Autophagy related 4D cysteine peptidase) – білок, який кодується однойменним геном, розташованим у людей на короткому плечі 19-ї хромосоми. Довжина поліпептидного ланцюга білка становить 474 амінокислот, а молекулярна маса — 52 922.
| 10         |  | 20         |  | 30         |  | 40         |  | 50         |
| ---------- |  | ---------- |  | ---------- |  | ---------- |  | ---------- |
| MNSVSPAAAQ |  | YRSSSPEDAR |  | RRPEARRPRG |  | PRGPDPNGLG |  | PSGASGPALG |
| SPGAGPSEPD |  | EVDKFKAKFL |  | TAWNNVKYGW |  | VVKSRTSFSK |  | ISSIHLCGRR |
| YRFEGEGDIQ |  | RFQRDFVSRL |  | WLTYRRDFPP |  | LPGGCLTSDC |  | GWGCMLRSGQ |
| MMLAQGLLLH |  | FLPRDWTWAE |  | GMGLGPPELS |  | GSASPSRYHG |  | PARWMPPRWA |
| QGAPELEQER |  | RHRQIVSWFA |  | DHPRAPFGLH |  | RLVELGQSSG |  | KKAGDWYGPS |
| LVAHILRKAV |  | ESCSDVTRLV |  | VYVSQDCTVY |  | KADVARLVAR |  | PDPTAEWKSV |
| VILVPVRLGG |  | ETLNPVYVPC |  | VKELLRCELC |  | LGIMGGKPRH |  | SLYFIGYQDD |
| FLLYLDPHYC |  | QPTVDVSQAD |  | FPLESFHCTS |  | PRKMAFAKMD |  | PSCTVGFYAG |
| DRKEFETLCS |  | ELTRVLSSSS |  | ATERYPMFTL |  | AEGHAQDHSL |  | DDLCSQLAQP |
| TLRLPRTGRL |  | LRAKRPSSED |  | FVFL       |  |            |  |            |

A: Аланін

C: Цистеїн

D: Аспарагінова кислота

E: Глутамінова кислота

F: Фенілаланін

G: Гліцин

H: Гістидин

I: Ізолейцин

K: Лізин

L: Лейцин

M: Метіонін

N: Аспарагін

P: Пролін

Q: Глутамін

R: Аргінін

S: Серин

T: Треонін

V: Валін

W: Триптофан

Кодований геном білок за функціями належить до гідролаз, протеаз, тіолових протеаз, фосфопротеїнів. 
Задіяний у таких біологічних процесах, як апоптоз, транспорт, транспорт білків, убіквітинування білків, автофагія, альтернативний сплайсинг. 
Локалізований у цитоплазмі, мітохондрії.